# Фёрман, Ральф

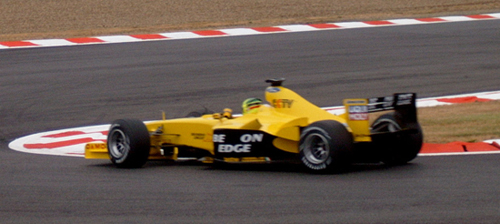
Фёрман за рулём Jordan на Гран-при Франции 2003 года

Ральф Дэ́вид Фёрман-мла́дший (англ. Ralph David Firman Jr., 20 мая 1975, Норвич, Норфолк) — ирландский автогонщик британского происхождения, пилот Формулы-1. Сын Ральфа Фёрмана-старшего, основателя фирмы по производству гоночных автомобилей «Ван Димен».

## Биография
Начал заниматься картингом в 1986 году, выиграл несколько чемпионских титулов. В 1993 году стал чемпионом Формулы-Воксхолл, в 1995 году перешёл в британскую Формулу-3. В 1996 году стал чемпионом британской Формулы-3 и выиграл гонку Формулы-3 в Макао при необычных обстоятельствах: лидируя в гонке, он попал в аварию, гонка была остановлена и итоговый зачёт был дан по итогам предыдущего круга. Позднее выступал в японском чемпионате GT, затем в Формуле-Ниппон, где в 2002 году завоевал чемпионский титул. В 2003 году провёл полный сезон в чемпионате мира Формулы-1, выступая за команду Jordan, заработал одно очко на Гран-при Испании. На тренировке перед Гран-при Венгрии потерял задний спойлер и попал в аварию, вследствие чего пропустил два этапа чемпионата. Позже выступал в японском чемпионате GT и серии А1 Гран-при.

## Результаты гонок в Формуле-1
| Легенда к таблице |                                                                    |
| --- | ------------------------------------------------------------------ |
| В таблице перечислены результаты всех Гран-при Формулы-1, в которых принимал участие гонщик. Строками таблицы являются сезоны, столбцами — этапы чемпионата мира. В каждой клетке указаны сокращённое название этапа и результат, дополнительно обозначенный цветом. Расшифровка обозначений и цветов представлена в нижеследующей таблице. |                                                                    |
| \| Пример \| Описание \| \| ------------ \| ------------------------------------------------------------------ \| \| 1 \| Победитель \| \| 2 \| Второе место \| \| 3 \| Третье место \| \| 5 \| Финишировал, заработав очки \| \| Сход \| Не финишировал, но при этом заработал очки \| \| 12 \| Финишировал, не получив очков \| \| НКЛ \| Финишировал, но не попал в финальную классификацию \| \| 15 \| Участвовал вне зачёта, либо по отдельной классификации \| \| 18 \| Не финишировал, но попал в финальную классификацию \| \| Сход \| Не финишировал \| \| НКВ \| Не прошёл квалификацию \| \| НПКВ \| Не прошёл предквалификацию \| \| ДСК \| Дисквалифицирован \| \| ИСК \| Исключён из протокола соревнований \| \| ТТ \| Заявлен для участия только в тренировках \| \| НС \| Участвовал в квалификации, но не стартовал в гонке \| \| Т \| Травмирован или болен \| \| ОТК \| Отказ от участия \| \| НТР \| Прибыл на соревнования, но на трассу не выезжал \| \| НПР \| Был заявлен в числе участников, но не прибыл к началу соревнований \| \| О \| Соревнования отменены \| \| \| Не участвовал \| \| Поул-позиция \| \| \| Быстрый круг \| \| |                                                                    |
| Пример | Описание                                                           |
| 1 | Победитель                                                         |
| 2 | Второе место                                                       |
| 3 | Третье место                                                       |
| 5 | Финишировал, заработав очки                                        |
| Сход | Не финишировал, но при этом заработал очки                         |
| 12 | Финишировал, не получив очков                                      |
| НКЛ | Финишировал, но не попал в финальную классификацию                 |
| 15 | Участвовал вне зачёта, либо по отдельной классификации             |
| 18 | Не финишировал, но попал в финальную классификацию                 |
| Сход | Не финишировал                                                     |
| НКВ | Не прошёл квалификацию                                             |
| НПКВ | Не прошёл предквалификацию                                         |
| ДСК | Дисквалифицирован                                                  |
| ИСК | Исключён из протокола соревнований                                 |
| ТТ | Заявлен для участия только в тренировках                           |
| НС | Участвовал в квалификации, но не стартовал в гонке                 |
| Т | Травмирован или болен                                              |
| ОТК | Отказ от участия                                                   |
| НТР | Прибыл на соревнования, но на трассу не выезжал                    |
| НПР | Был заявлен в числе участников, но не прибыл к началу соревнований |
| О | Соревнования отменены                                              |
| | Не участвовал                                                      |
| Поул-позиция |                                                                    |
| Быстрый круг |                                                                    |

| Год  | Команда | Шасси       | Двигатель | 1        | 2      | 3        | 4        | 5     | 6      | 7      | 8        | 9      | 10     | 11     | 12       | 13     | 14    | 15       | 16     | Место | Очки |
| ---- | ------- | ----------- | --------- | -------- | ------ | -------- | -------- | ----- | ------ | ------ | -------- | ------ | ------ | ------ | -------- | ------ | ----- | -------- | ------ | ----- | ---- |
| 2003 | Jordan  | Jordan EJ13 | Ford      | АВС Сход | МАЛ 10 | БРА Сход | САН Сход | ИСП 8 | АВТ 11 | МОН 12 | КАН Сход | ЕВР 11 | ФРА 15 | ВЕЛ 13 | ГЕР Сход | ВЕН НС | ИТА Т | США Сход | ЯПО 14 | 20    | 1    |